# Atomic Kitten
Atomic Kitten est un girl group britannique formé en 1999 à Liverpool, dans le comté du Merseyside, en Angleterre.
Il est actuellement composé de 2 membres : Liz McClarnon (née le 10 avril 1981) et Natasha Hamilton (née le 17 juillet 1982).
Kerry Katona, partante du groupe en décembre 2000 du fait de sa première grossesse, est remplacée par Jenny Frost (en) (née le 22 février 1978), sans travail à l'époque, car le groupe auquel elle appartenait, Precious (douzième au Concours Eurovision de 1999), vient de se séparer malgré un important succès en Angleterre.

## Biographie

### Carrière
Le succès ne se fait plus attendre et les filles entament leur chemin vers la gloire. Whole Again, Eternal Flame se classent numéro un en Angleterre et scelle ainsi leur destinée. Leur deuxième album, Feels So Good, se place immédiatement numéro un, la même semaine que le simple Tide Is High, en 2002. Cette même année, Natasha donne naissance à son premier garçon, Josh, le 24 août. Elle souffre par la suite d'une dépression postnatale, ce qui freine l'activité du groupe, puisque Tash décide début 2004 de prendre une pause pour s'occuper de son fils. En guise d'au revoir, les filles réenregistrent leur premier simple, Right Now, réintitulé Right Now 2004, avec un clip comprenant de nombreuses images des filles en coulisses et en concert.
Après avoir sorti un Greatest Hits en 2004, les filles prennent des chemins séparés tout en restant dans le groupe.
Jenny se lance dans une carrière solo. Elle sort un single, Crash Landing. Celui-ci n’a que peu de succès et se place à la 47e place des charts anglais. Elle devient par la suite DJ et présentatrice de l'émission Snog, Marry, Avoid. Jenny déclare en 2009 ne plus vouloir continuer une carrière solo. Son fils, Caspar Thrupp, né en 2007, est le fruit de son union (de dix ans) avec le DJ Dominic Thrupp. Les fiancés doivent se marier début 2010, mais la mère de Jenny étant emportée par un cancer, ces plans sont reportés, avant la séparation du couple la même année.
Natasha a eu un deuxième enfant, Harry, et son premier simple Round and Round est attendu. Le remix de cette chanson se classe numéro un au Brésil. Pour promouvoir ses titres, la chanteuse part en tournée en avril et mai 2007 en première partie du chanteur Lionel Richie. Elle participe aussi à l'émission anglaise Just The Two Of Us, sur ITV. Séparée de Gavin Hatcher, le père d'Harry, elle se marie finalement avec Riad Erraji, avec lequel elle a un troisième enfant, Alfie, en 2010.
Quant à Liz, elle participe à la compétition anglaise pour accéder au concours de l'Eurovision, avec la chanson Don't It Make You Happy, mais échoue. Mais bien avant ses collègues, Liz sort le simple Woman In Love, reprise de la célèbre chanson de Barbra Streisand, qui se hisse numéro cinq en Angleterre la semaine de sa sortie, en 2006. Par la suite, Liz signe un contrat avec Belta Records, et prépare son album tout en étant la présentatrice phare du programme Hotter Than My Daughter outre-manche.
Les Atomic Kitten se reforment au début de l'année 2008 en sortant une reprise du standard de Burt Bacharach et Hal David, Anyone Who Had a Heart. Le single sort le 21 janvier 2008 et est un échec commercial.
Le 4 mars 2012, Natasha Hamilton annonce dans le Daily Star que le groupe se reforme à nouveau et qu'elle espére que l'ancien membre Kerry Katona, qui a quitté le groupe en 2001, se joindra à elles sur scène pour un spectacle.

### Télé-réalité
Le 26 janvier 2004 Kerry Katona participe au jeu I'm a Celebrity... Get Me Out of Here! saison 3. Elle reste 16 jours dans la jungle, et en sort vainqueur le 9 février 2004. Parmi les autres participants on pouvait retrouver l'ancien footballeur Neil Ruddock, l'ancien Sex Pistols John Lydon ou encore le mannequin Katie Price.
Le 20 novembre 2005 c'est Jenny Frost qui entre dans la jungle pour la saison 5 d'I'm a Celebrity... Get Me Out of Here! . Le 1er décembre 2005 elle est éliminée, soit quatorze jours de compétition. Parmi les autres participants, il y avait notamment l'ancien chanteur de Blue Antony Costa, et la fille de Margaret Thatcher, Carol Thatcher qui remporte le jeu le 5 décembre 2005.
Le 18 juin 2011 Kerry Katona est la première célébrités à entrer dans la maison de l'émission Celebrity Big Brother saison 8. Après 22 jours d'enfermements, le 8 septembre 2011, elle en sort deuxième lors de la finale. Le groupe Jedward, la vedette de télévision Amy Childs, l'acteur Lucien Laviscount ou encore l'actrice américaine Tara Reid figuraient au casting de cette émission.
Le 8 janvier 2012 Heidi Range figure au casting de la saison 8 de Dancing on Ice (la version originale d'Ice Show). Elle et son partenaire sont éliminés en septième semaine, soit le 19 février 2012. La finale a lieu le 25 mars 2012. Parmi les autres célébrités présentes on peut citer l'ancienne actrice de Dallas Charlene Tilton, l'actrice et sœur de Gary Oldman, Laila Morse, ou encore l'acteur américain Corey Feldman. Range participa en 2013 à Celebrity MasterChef 8. Elle sera la première éliminée.

## Discographie

### Singles
- 1999 : Right Now
- 1999 : See Ya
- 2000 : I Want Your Love
- 2000 : Follow Me
- 2000 : Whole Again
- 2001 : Eternal Flame (reprise des Bangles)
- 2001 : You Are
- 2002 : It's O.K.
- 2002 : The Tide Is High (Get The Feeling) (reprise des Paragons par l'intermédiaire de Blondie et surtout de Billie Piper)
- 2002 : The Last Goodbye
- 2002 : Be with You
- 2003 : Love Doesn't Have To Hurt
- 2003 : If You Come To Me
- 2003 : Ladies Night (feat.Kool & The Gang)
- 2004 : Right Now 2004 / Someone Like Me
- 2005 : Cradle 2005
- 2006 : All Together Now (Strong Together) (avec Goleo VI)
- 2008 : Anyone Who Had A Heart (reprise de Cilla Black)

### Albums
Albums studio
- 2000 : Right Now
- 2002 : Feels So Good
- 2003 : Ladies Night

Réédition
- 2001 : Right Now - version II

Compilations
- 2004 : Atomic Kitten: The Greatest Hits
- 2005 : Atomic Kitten: The Collection
- 2012 : The Essential Collection